# Albert Theis
Albert Theis, luksemburški fotograf, * 29. maj 1920, † 5. oktober 2009.

## Odlikovanja in nagrade
Leta 1998 je prejel častni znak svobode Republike Slovenije z naslednjo utemeljitvijo: »za vsa dobra dela, pomembna za Slovence v boju proti nacifašizmu, in še posebej za njegovo pomoč trpečim v koncentracijskem taborišču Dachau«.